# ورزشگاه ملی برمودا
ورزشکاه ملی برمودا (به انگلیسی: Bermuda National Stadium) یک ورزشگاه فوتبال در بریتانیا است که در Devonshire Parish واقع شده‌است.